# Móstoles
Móstoles è un comune spagnolo di 204 535 abitanti (2007) situato nella comunità autonoma di Madrid. È la terza città più grande della zona centrale di Spagna (Comunità di Madrid, Castiglia-La Mancia e Castiglia e León) dopo Madrid e Valladolid.
A Móstoles si trova la sede centrale dell'Universidad Rey Juan Carlos, il centro tecnologico Repsol e la sede centrale delle BESCAM (polizia regionale di Madrid).

## Localizzazione e trasporti
- 18 km dal sud-ovest di Madrid
- È situata a circa 32–35 km dall'aeroporto di Madrid-Barajas

È collegata con Madrid attraverso:
- la metropolitana (cinque fermate: Universidad Rey Juan Carlos, Móstoles Central, Pradillo, Hospital de Móstoles e Manuela Malasaña)
- la rete di treni locali (Cercanías Renfe) con due stazioni: Móstoles Central e Móstoles-El Soto

e con il resto di Spagna attraverso:
- l'autostrada A-5 (Madrid-Badajoz-Lisbona)
- l'autostrada a pedaggio R-5 (Madrid-Navalcarnero)
- l'autostrada M-50 (la quinta tangenziale di Madrid)
- la rete di pullman con destinazione Saragozza, Barcellona, Estremadura, e comuni della provincia di Toledo e Madrid.

## Amministrazione

### Gemellaggi
Móstoles è gemellata con:
- Cadice
- Madrid